# Todo bitchig
O sistema de escrita chamado de todo bitchig (em mongol Тодо бичиг, todo bitchig, "Escrita clara") foi criado em 1648 pelo monge budista oirate Zaya Pandit para grafar o idioma mongol. Foi desenvolvido com base no alfabeto mongol tradicional, com a intenção de aproximar a língua escrita à pronúncia real, e tornar mais fácil a transliteração do tibetano e do sânscrito.
A escrita foi utilizada pelos calmucos da Rússia até 1924, quando foi substituída pelo alfabeto cirílico. No Xinjiang, na China, os oirates ainda o utilizam, embora a educação atual do mongol na China seja feita com o chahar mongólico.

## Tabelas
| Tod bitchig | cirílica | Latina |
| ----------- | -------- | ------ |
| ᠠ           | А        | A      |
| ᡄ           | Э        | E      |
| ᡅ           | И        | I      |
| ᡆ           | О        | O      |
| ᡇ           | У        | U      |
| ᡈ           | Ө        | Ö      |
| ᡉ           | Ү        | Ü      |

| Tod bitchig | cirílica | Latina |
| ----------- | -------- | ------ |
| ᡋ           | Б        | B      |
| ᡌ           | П        | P      |
| ᡏ           | М        | M      |
| ᠯ           | Л        | L      |
| ᠰ           | С        | S      |
| ᠱ           | Ш        | Sh     |
| ᠨ           | Н        | N      |
| ᡍ           | Х        | X      |
| ᡎ           | Һ        | Q      |
| ᡐ           | Т        | T      |
| ᡑ           | Д        | D      |
| ᡔ           | Ц        | C      |
| ᡒ           | Ч        | Ch     |
| ᠴ           | З        | Z      |
| ᡓ           | Ж        | J      |
| ᡕ           | Й        | Y      |
| ᠷ           | Р        | R      |
| ᡊ           | Ң        | Ng     |

| Tod bitchig | cirílica | Latina |
| ----------- | -------- | ------ |
| ᡙ           | Г        | H      |
| ᡘ           | К        | K      |
| ᡗ           | Қ        | Kh     |
| ᡚ           | Җ        | J      |
| ᡛ           |          |        |
| ᡜ           |          |        |
| ᢘ           |          |        |
| ᢙ           |          |        |
| ᡖ           | В        | W      |

## Textos
| Pai Nosso | João 3:16 |